# 유성은
유성은(1989년 4월 26일 ~ )은 대한민국의 가수이다. 보이스 코리아 시즌 1에 출연해 텐미닛(이효리), 미소를 띄우며 나를 보낸 그 모습처럼(이은하), 잠시 길을 잃다(015B), 비나리(심수봉), Just a Feeling(S.E.S) 등을 불렀으며, 뛰어난 가창력과 풍부한 감성, 성량, 그녀만의 소울로 쟁쟁한 경쟁자들을 물리치고 백지영 코치팀의 최종 후보가 되었다. 파이널 무대에서는 신곡 'Game Over'와 '창밖의 여자'(조용필)를 열창하며, 최종 TOP4로 보이스코리아 시즌 1을 마감했다.

## 출신 학교
- 호원대학교 실용음악과 보컬전공

## 출연
- 2012년 Mnet 《보이스 코리아 1》
- 2017년 MBC 《미스터리 음악쇼 복면가왕》 - 파티여왕 베짱이
- 2017년 JTBC 《김제동의 톡투유 - 걱정 말아요! 그대》
- 2019년 tvN 《플레이어》
- 2020년 tvN 《플레이어 2》 - 4회
- 2020년 TV조선 《신청곡을 불러드립니다 - 사랑의 콜센타》 - 18회, 19회

### 활동
- EBS 《스페이스 공감》 《블루스 스테이션》 코러스 세션
- 김동률 콘서트 콰이어 세션
- 싸이, 김장훈 '올려줘,다시한번' 콰이어 세션
- '오버클래스'(힙합그루) 공연 코러스 세션
- '어반 자카파' 쇼케이스 코러스 세션
- '박용하' 하와이 콘서트 코러스 세션
- '이현우' 크리스마스 콘서트 코러스 세션
- '마이티마우스' 2집 피쳐링
- 'Dead'P' 정규앨범 Lost & Found 피쳐링
- '미쓰에이' 앨범 코러스 세션
- 천년동안도, 원스인어블루문, 클럽오뙤르 등 다수 공연
- 《유희열의 스케치북》, 《불후의 명곡》등 다수 방송 코러스 세션
- '윤도현의 머스트' 하우스 코러스
- M.net 《보이스 코리아》 8강 진출 (2012년 4월 20일)
- M.net 《보이스 코리아》 Final Round 진출. 보이스코리아 시즌1 TOP4 (2012년 5월 4일)
- 보헤미안의 박상우와 듀엣곡 '아프지마' (2012년 6월 29일)
- 비투비의 메인보컬 서은광과 듀엣곡 '사랑병' (2012년 7월 12일)
- JTBC 《무자식 상팔자》 OST 타이틀곡 ‘사탕키스' (2012년 11월 23일)
- SBS 《수상한 가정부》 OST Part.1 'Twilight' (2013년 9월 24일)
- MBC 《앙큼한 돌싱녀》 OST 유성은 (Yoo Sung Eun) & 길구봉구 (GB9) - 정말 사랑합니다 (2014)
- MBC 《미스터리 음악쇼 복면가왕》 참잘했어요

### 드라마
- 《칠전팔기 구해라》 (Mnet, 2015년) - 이우리 역